# 영국철강
영국철강(브리티시스틸, British Steel Corporation)는 영국의 철강공업회사다. 본사는 런던에 있다. 1999년 네덜란드의 코닌클례케 후고벤스와 합병하여 코러스를 거처 타타 스틸 유럽/영국법인에 이르러 오늘날 이르고 있다.

## 역사
- 1967년 - 회사 설립
- 1967년 - 침체된 철강산업을 살려 철강사업법을 제정해 법에 따라 난립한 13개의 민영철강회사 및 1개의 국영기업을 합병
- 1988년 - 민영화
- 1990년대 - 플라스틱 및 화학사업에 본격 진출
- 1999년 - 코닌클례케 후고벤스(영어판)와 합병으로 코러스(영어판)이 됐다.
- 2007년 - 인도 기업인 타타 스틸이 인수되어 타타 스틸 유럽이 되어 영국 부문가 되었다.

## 같이 보기
- 타타 스틸
- 제철
- 철강 위기
- 브리티시스틸(영어판)
- 코닌클례케 후고벤스(영어판)
- 코러스(영어판)